# 久久丫
久久丫是中華人民共和國一家卤味食品公司，產品以鴨脖（鸭颈）為主。2002年10月，久久丫在上海创立，創辦人是顧青。久久丫的門店以直營店為主。2002年12月18日，久久丫的第一家店中山西路店在长宁区开业。2003年12月，久久丫同时在北京和广州设立了分公司，开始在这两个城市大规模开店。
2006年世界杯期間，久久丫与中國央视世界杯栏目冠名商青岛啤酒进行联合营销，結果久久丫销售大幅提振，久久丫同時在中國开设了300家24小时店，销量番。2005-2007年，久久丫门店数量以100%的规模增长。截至2008年，久久丫已在中國開設超过700家门店，業務擴展至中国20多个大中城市。2009年，中國门店数量突破1000家不過此後久久丫擴張步伐放缓，久久丫在卤味市场方面表現不及周黑鸭、煌上煌以及绝味食品。
後來久久丫由成立於2015年的浙江顶誉食品有限公司持有。2016年，新希望集团持有浙江顶誉总股权的20%。2020年11月，新希望集团不再持有浙江顶誉股份。

## 創始人
顾青是江苏江阴人，毕业於同济大学，毕业之后加入乐百氏，後來成為乐百氏湖北武汉公司经理，後來在上海财大攻讀MBA。因為顧青喜歡吃鸭脖子，於是創辦了久久丫。顾青之後又在中歐國際工商學院攻讀EMBA。顾青創辦久久丫初期，經常找乐百氏前总裁何伯权寻求建议，何伯权一度向久久丫提供50万元資金。2012年，顾青将企業经营业务全部交給联合创始人梁新科负责。

## 另見
- 周黑鴨
- 絕味食品
- 紫燕食品
- 煌上煌

## 外部連結
- 官方网站